# 大垣市北公園
大垣市北公園（おおがきしきたこうえん）は、岐阜県大垣市八島町にある都市公園である。

## 概要
- 大垣市都市公園の一つであり[3]、園内の野球場、陸上競技場、相撲場は大垣市体育諸施設である[4]。
- 1961年（昭和36年）7月5日開園[2]。
- 野球場、陸上競技場、相撲場は公益財団法人大垣市体育連盟が指定管理者となっている。
- 施設の老朽化、未供用区域などの課題があり、2023年（令和5年）に将来の整備に向けた方針を示す北公園基本構想の策定が検討されている。これによると基本構想の対象地域は、北公園に隣接する大垣市青年の家、大垣市北地区センター、旧・大垣市北保育園、大垣徳洲会病院駐車場の一部、旧・オーミケンシ社宅跡などが含まれる[5]

## 運動施設概要

### 野球場
大垣市北公園野球場を参照

### 陸上競技場
- 1963年（昭和38年）5月完成。2014年（平成26年）8月トラック等の改修が行われた。
- 敷地面積15,100m2[6][7]。トラックは全天候型で面積は3,880m2。フィールドは芝生（一部全天候型）で面積は5,281m2[7]。
- メインスタンド（全屋根付鉄筋コンクリート造2階建）と芝生スタンドがあり[7]、簡易夜間照明が設置されている。

### 相撲場
- 1963年（昭和38年）7月完成。2012年（平成24年）1月に改築、整備工事が行われた。
- 屋根付きの施設であり、土俵は1面（公式試合可能）[6]。建屋面積は93.09m2[7]。

## 交通アクセス

### 交通機関
- JR東海道本線・樽見鉄道・養老鉄道「大垣駅」下車、徒歩約12分

## 周辺施設
- 大垣市立北中学校
- 大垣市立北小学校
- 大垣市立北幼保園
- 大垣市北地区センター
- 大垣市青年の家
- 大垣日本大学高等学校
- アクアウォーク大垣
- 大垣徳洲会病院
- 三甲テキスタイル本社・大垣工場
- 大垣駅